# Daniel Ejsymont
Daniel Wiktor Ejsymont (ur. 22 grudnia 1965 w Białymstoku) – polski artysta fotograf. Członek rzeczywisty i Artysta Fotoklubu Rzeczypospolitej Polskiej Stowarzyszenia Twórców (AFRP). Członek Białostockiego Towarzystwa Fotograficznego. Członek rzeczywisty i prezes Zarządu Ostrołęckiego Towarzystwa Fotograficznego. Członek Stowarzyszenia Fotograficznego Przeciw Nicości im. Mieczysława Wielomskiego.

## Życiorys
Daniel Ejsymont jest związany z mazowieckim środowiskiem fotograficznym – od 1987 roku mieszka, tworzy w Ostrołęce. Fotografuje od początku lat 70. XX wieku – w czasie późniejszym został przyjęty w poczet członków Białostockiego Towarzystwa Fotograficznego. Miejsce szczególne w jego twórczości zajmuje fotografia aktu, fotografia dokumentalna, fotografia koncertowa, fotografia pejzażowa, fotografia portretowa. Pokaźna część jego twórczości powstaje dzięki fotografii analogowej. Jako fotograf współpracował przez kilka lat z Tygodnikiem Ostrołęckim. Jest członkiem rzeczywistym Ostrołęckiego Towarzystwa Fotograficznego, w którym od 2012 pełni funkcję prezesa zarządu OTF oraz prowadzi Akademię Fotografii funkcjonującą przy OTF. 
Daniel Ejsymont jest autorem i współautorem wielu wystaw fotograficznych; indywidualnych i zbiorowych. Jego fotografie prezentowane na wystawach pokonkursowych były wielokrotnie wyróżniane, w Polsce i za granicą. Jest członkiem Stowarzyszenia Fotograficznego Przeciw Nicości im. Mieczysława Wielomskiego, propagującej piękno polskiego krajobrazu w fotografii artystycznej.
W 2017 roku został przyjęty w poczet członków rzeczywistych Fotoklubu Rzeczypospolitej Polskiej Stowarzyszenia Twórców(legitymacja nr 420). W 2018 roku został uhonorowany Medalem „Za Zasługi dla Fotografii Polskiej” – odznaczeniem przyznawanym przez Kapitułę Fotoklubu Rzeczypospolitej Polskiej Stowarzyszenia Twórców – w 100. rocznicę odzyskania przez Polskę niepodległości. W 2020 odznaczony Srebrnym Medalem „Za Fotograficzną Twórczość” – odznaczeniem ustanowionym przez Zarząd i przyznawanym przez Kapitułę Fotoklubu Rzeczypospolitej Polskiej Stowarzyszenia Twórców, w odniesieniu do obchodów 25-lecia powstania Fotoklubu RP.

## Odznaczenia
- Medal „Za Zasługi dla Fotografii Polskiej” (2018)[3]
- Srebrny Medal „Za Fotograficzną Twórczość” (2020)[23]

## Wystawy indywidualne
- Piękny i Bestia – Galerii na 6 (Gliwice 2020)[24]
- Kresy – Ostrołęckie Centrum Kultury (Ostrołęka 2022)[25]
- Piękny i Bestia – Muzeum Fotografii w Janowie Lubelskim (Janów Lubelski 2022)[26][27]
- Kresy – Galeria Fotografii Piktorialnej Weranda (Goczałkowice-Zdrój 2024)[28]
- Piękny i Bestia – Galeria F10 Fotoklubu RP (Warszawa 2024)[29]